# Skale
Skale är en kanal i Lettland.   Den ligger i kommunen Ogres novads, i den centrala delen av landet, 70 km öster om huvudstaden Riga.